# Lerfärgad trast
Lerfärgad trast (Turdus grayi) är en vanlig centralamerikansk fågel tillhörande familjen trastar.

## Utseende och läte
Lerfärgad trast är en 23–26,5 cm lång enfärgat brun trast. Ovansidan är något mörkare och mer olivbrun. På undersidan syns vitaktig och något streckad strupe. Näbben är gröngul. Sången beskrivs som vacker och lik vandringstrasten, men är typiskt mjukare, klarare och mer melodisk. Det vanligaste lätet är ett något kattlikt och lite nasalt jamande, ofta stigande i tonhöjd.

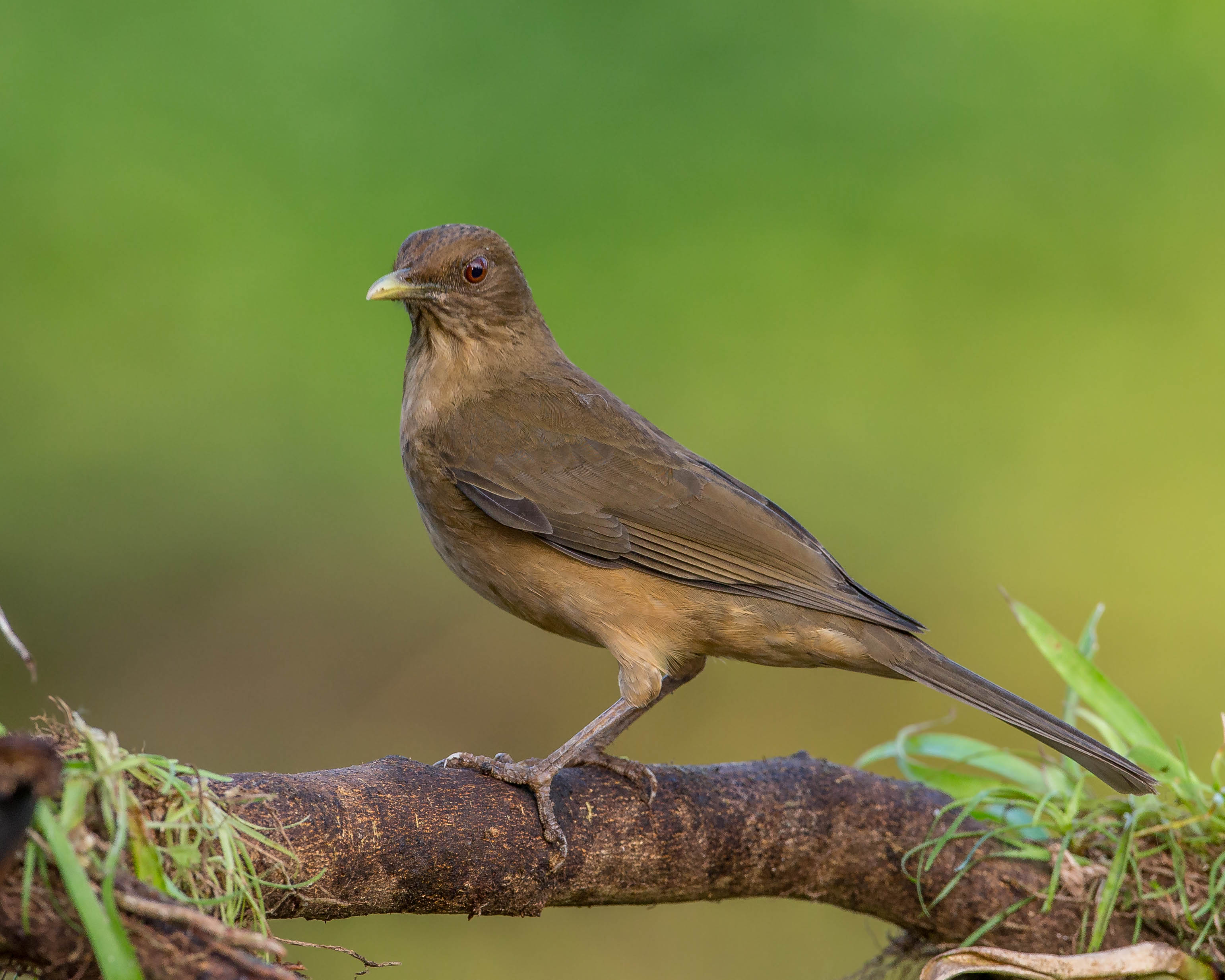

## Utbredning och systematik
Lerfärgad trast delas in i nio underarter med följande utbredning:
- Turdus grayi tamaulipensis – allra sydligaste USA (södra Texas) och nordöstra Mexikos inland (Nuevo Leon och centrala Tamaulipas söderut till Puebla
- Turdus grayi microrhynchus – östra Mexiko (regionen Santa María del Río i San Luis Potosí)
- Turdus grayi lanyoni – låglänta områden mot Karibien i östra Mexiko (östra Tamaulipas söderut till norra Oaxaca och Tabasco) och vidare söderut till Honduras
- Turdus grayi yucatanensis – sydöstra Mexiko (Yucatánhalvön) och antagligen även norra Belize
- Turdus grayi linnaei – södra Mexiko (sydöstra Oaxaca och närliggande Chiapas, även i Chiapas inland) åtminstone till gränsen mot Guatemala
- Turdus grayi grayi – södra Mexiko (södra Chiapas) och nordvästra Guatemala
- Turdus grayi megas – västra Guatemala till Nicaragua
- Turdus grayi casius – Costa Rica till nordvästra Colombia (nordvästra Chocó)
- Turdus grayi incomptus – kustnära norra Colombia (Barranquilla till Santa Marta-halvön)

Arten häckar sedan 1986 i Texas, USA, norrut åtminstone till Webb County.
I Mexiko påträffas den från havsnivån upp till 2100 meters höjd, i Costa Rica upp till 2450 meter men i Colombia vanligen under 300 meter.

## Levnadssätt
Lerfärgad trast hittas i öppen skog, skogsbryn och gläntor, men även i människans närhet i trädgårdar, på gräsmattor, i betesmarker, i kokos- och kaffeplantage och i olika typer av jordbruksbygd med häckar eller spridda träd. Där ses den vanligen födosöka på marken, dock mer sällan så än vandringstrasten. Den frekventerar också buskar och träd, framför allt vid god tillfång på frukt.
Födan består av ryggradslösa djur som maskar, larver och insekter, men även små ryggradsdjur som ödlor, samt frukt. Den ses ofta enstaka eller i par, men kan bilda flockar, ibland artblandade, vid fruktträd eller vid termit– eller myrsvärmar. Den utgör själv föda för bland annat rostsparvuggla och strimmig skogsfalk.

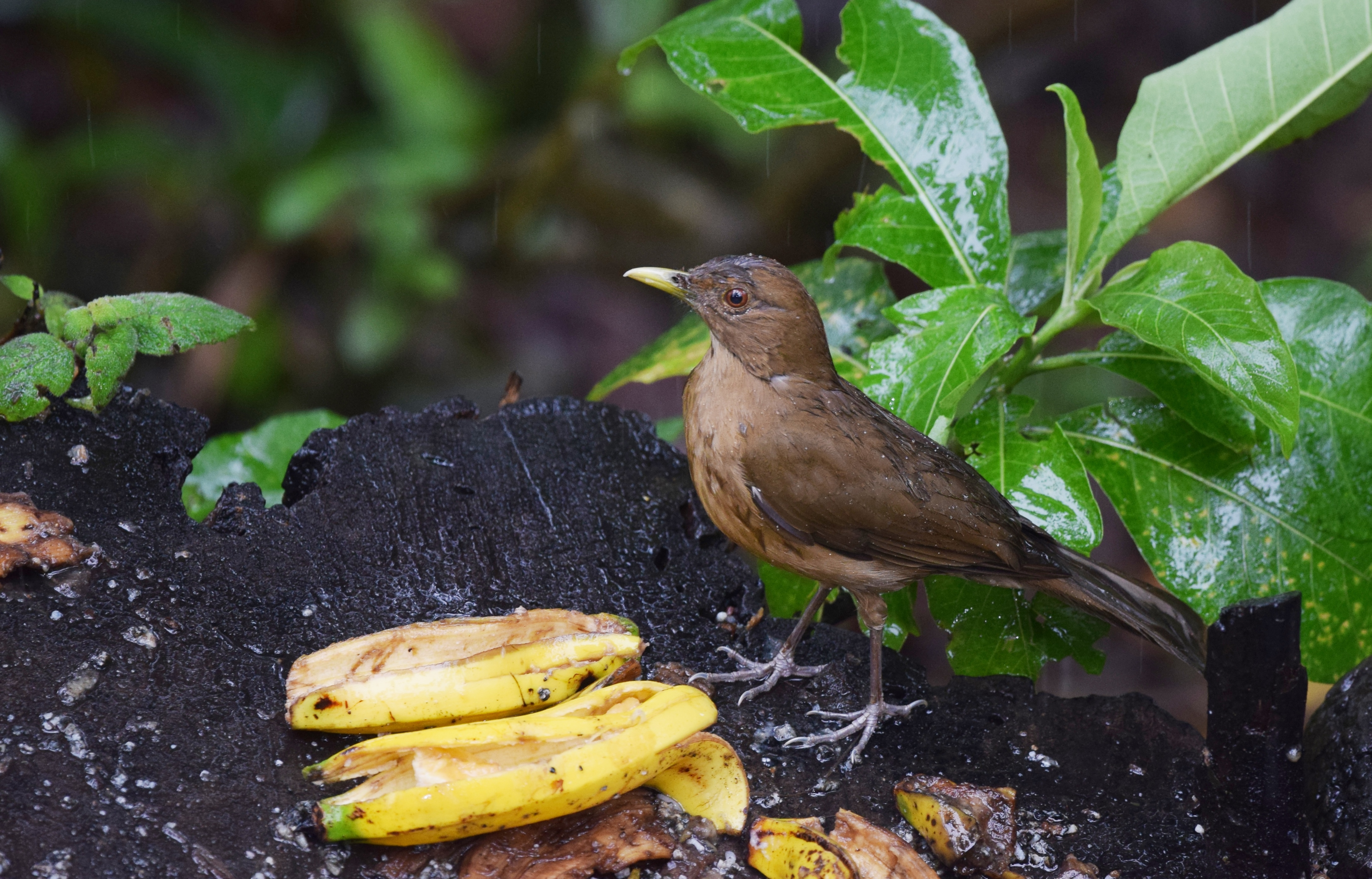
Lerfärrgad trast lockas ofta till matningar med god tillgång på frukt.

### Häckning
Lerfärgad trast häckar i samband med regnperioden, i Mexiko april–juli, huvudsakligen mars–juli i Costa Rica och Panama och mars–maj i norra Colombia. Den kan lägga en andra kull, framför allt om den första förlorats, möjligen också en tredje.
Det grunda och rätt kraftiga skålformade boet placeras vanligen 1,5—3,5 meter upp i ett träd. Däri lägger den två till tre grönblå till ljust blåaktiga ägg, kraftigt fläckade i rödbrunt och grålila. Äggen ruvas enbart av honan, i tolv till 13 dagar. Ungarna är flygga efter ytterligare 13–18 dagar. Bland bopredatorer märks svalstjärtsglada, eldnäbbad araçari, brunskrika och ormar. Bronskostare har noterats som boparasit.

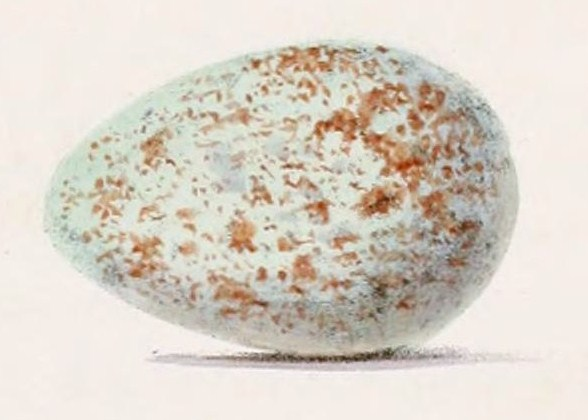
Lerfärgade trastens ägg.

## Status och hot
Arten har ett stort utbredningsområde och en stor population, och tros öka i antal. Utifrån dessa kriterier kategoriserar IUCN arten som livskraftig (LC).

## Namn
Fågelns vetenskapliga artnamn hedrar den engelske ornitologen George Robert Gray (1808-1872).

## I kulturen
Fågeln är Costa Ricas nationalfågel, där den är känd under namnet yigüirro.